# Europastraße 711
Die Europastraße 711 (kurz: E 711) ist eine ca. 105 Kilometer lange Europastraße, die Lyon mit Grenoble verbindet. Sie verläuft in etwa in einer Nord-Süd-Richtung beginnend bei Bron, einer Vorstadt südöstlich von Lyon auf der Strecke der Autoroute A43.

## Verlauf
Bei Saint-Priest geht die E 15 ab.
Bei Bourgoin-Jallieu, bis dahin hat sie sich die Strecke mit der E 70 geteilt, wechselt die E 711 dann auf die Autoroute A48. An Rives und Voiron vorbei, folgt die E 711 dem Verlauf der Isère.
Nördlich von Voreppe geht die E 713 ab.
Am Dreieck mit der Autoroute A480 geht die E 711 schließlich nördlich von Grenoble bei Saint-Égrève in die E 712 über.